# Czesław Malec
Czesław Malec est un basketteur polonais né le 26 juin 1941 à Krzemieniec en RSS d'Ukraine (aujourd'hui Kremenets en Ukraine) et mort le 18 juillet 2018 à Assevent en France,. Il occupe pendant sa carrière le poste d'ailier.

## Biographie
Czesław Malec naît le 26 juin 1941 en Pologne occupée. Il évolue au sein de l'équipe Wisła Kraków de Cracovie, dans laquelle il remporte à trois reprises la compétition nationale (saisons 1961-1962, 1963-64 et 1967-1968). En 1968, il participe aux Jeux olympiques d'été de Mexico au sein de l'équipe polonaise de basket-ball.
Il meurt le 18 juillet 2018 à Assevent, dans le département du Nord.

## Palmarès
- 3e du championnat d'Europe 1965 et 1967